# Johannes Niks
Johannes Niks (* 30. Mai 1912 im Gouvernement Estland; † 31. Oktober 1997 in Estland) war ein estnischer Fußballspieler.

## Karriere
Johannes Niks war in seiner Fußballkarriere, von der nur die Jahre 1938 und 1939 bekannt sind beim JS Estonia Tallinn und JK Tallinna Kalev aktiv. Mit JS Estonia Tallinn konnte er die Estnische Fußballmeisterschaft 1937/38 gewinnen, und zugleich mit 17 Treffern Torschützenkönig werden. Im August 1938 debütierte Niks zusammen mit seinem Teamkollegen vom JK Tallinna Kalev Ervin Ollik in der Estnischen Nationalmannschaft gegen Finnland. Das Länderspiel, welches vom deutschen Schiedsrichter Karl Brust geleitet wurde, sollte zugleich das letzte Länderspiel der beiden Spieler in der Nationalmannschaft darstellen.

## Erfolge
- Estnischer Meister: 1937/38
- Torschützenkönig der Estnischen Meisterschaft 1937/38